# Oxygonus arnetti
Oxygonus arnetti là một loài bọ cánh cứng trong họ Elateridae. Loài này được Roache miêu tả khoa học năm 1963.